# Navadni govnač
Navadni govnač (znanstveno ime Geotrupes stercorarius) je vrsta hrošča iz družine govnačev, razširjena po večjem delu Evrope.
Odrasli merijo v dolžino do 2,5 cm in imajo temno obarvan skelet, ki se rahlo blešči in ima včasih modrikast odtenek. Telo je čokato in obokano, z naprej obrnjeno glavo, ki po obliki spominja na lopato. Ima kratke tipalnice, ki so na konicah odebeljene v lamele, in močne noge s številnimi bodicami.
Prehranjuje se z iztrebki rastlinojedov in je zato pogost povsod, kjer gojijo domače govedo. Ob večerih jih je možno opazovati, kako v letu krožijo okoli živali. Spomladi samec in samica izkopljeta do pol metra dolg rov v zemljo pod kup gnoja, samica pa nato izkoplje še stranske rove. V vsakega prinese košček gnoja in izleže jajčeca, na koncu pa zamaši rov. Ličinke se prehranjujejo pod zemljo in po enem letu zabubijo ter preobrazijo. Odrasli so aktivni vse leto podnevi in ponoči, zlasti pozno poleti.
Vrsta je nezahtevna pri izbiri habitata, pomembnejša je dostopnost hrane; naseljuje gričevnat svet in sredogorje do subalpinskega pasu, kjer se najraje zadržuje v konjskih in govejih iztrebkih. Pojavlja se skoraj po vsej Evropi, razen večine Balkanskega polotoka, umetno pa so jo zanesli tudi v Severno Ameriko. V Sloveniji je redka in omejena na skrajni sever države.